# Дисвинецтриродий
Дисвинецтриродий — бинарное неорганическое соединение
родия и свинца
с формулой Rh3Pb2,
кристаллы.

## Получение
- Сплавление стехиометрических количеств чистых веществ:

{\displaystyle {\mathsf {3Rh+2Pb\ {\xrightarrow {980^{o}C}}\ Pb_{2}Rh_{3}}}}

## Физические свойства
Дисвинецтриродий образует кристаллы
гексагональной сингонии, пространственная группа P 63/mmc, параметры ячейки a = 0,433 нм, c = 0,564 нм, Z = 1,
структура типа арсенида никеля NiAs
.
Соединение образуется по перитектической реакции при температуре 980°C.